# Miguel Alessio Robles
Miguel Alessio Robles (Saltillo, Coahuila, 5 de diciembre de 1884-Ciudad de México, 10 de noviembre de 1951) fue un abogado, periodista, escritor y académico mexicano. Fue partícipe de los eventos de la Revolución mexicana. 

## Semblanza biográfica
Nació en Saltillo, Coahuila, el 5 de diciembre de 1882, siendo el tercero de los 7 hijos de Domingo Alessio Bello, originario de Salermo, Italia, y de Crisanta Robles Rivas, y entre sus hermanos estaban los generales Vito y José Alessio Robles. Realizó sus primeros estudios en el Ateneo Fuente, viajó a la Ciudad de México en donde obtuvo el título de abogado por la Universidad Nacional de México en 1909. Desarrolló su vida profesional tanto en el sector privado como en el público. Simpatizó con Francisco I. Madero a quien apoyó abiertamente, cuando éste publicó el libro La sucesión presidencial.  Después de los eventos de la Decena Trágica se pronunció en contra del régimen de Victoriano Huerta, motivo por el cual abandonó el país. Poco después regresó y se incorporó al movimiento revolucionario constitucionalista de Venustiano Carranza.
Se integró a las fuerzas constitucionalistas y proclamó la Arenga Vibrante en Cananea, Sonora, el 14 de septiembre de 1913, en la que expresa estar en contra de los dictadores, elogia a Madero y defiende a Venustiano Carranza.
Fue secretario de la Presidencia durante el gobierno de Adolfo de la Huerta. Fue ministro plenipotenciario en España.  Durante la presidencia de Álvaro Obregón, ocupó las carteras de Industria y de Comercio y Trabajo.
En 1921 su hermano José fue asesinado en la Ciudad de México, siendo señalado como responsable del crimen al general Jacinto B. Treviño. Su hermano Vito lo presionó para que pudiera castigarse al culpable, pero debido a la falta de pruebas, el general Treviño salió libre; este acontecimiento, más las diferencias políticas entre los hermanos Alessio Robles, terminarían por provocar la ruptura fraternal entre Vito y Miguel, a pesar de que este último tratara en varias ocasiones de reconciliarse con su hermano.

## Obras publicadas
Colaboró para el periódico El Universal, fue director de las revistas Todo y Nuevo Mundo. Ensayista comprometido con los temas políticos, en su obra destacan los títulos:
- Historia política de la Revolución.
- Voces de combate.
- Ídolos caídos
- Ideales de la Revolución.
- Perfiles de Saltillo.
- En defensa de la civilización
- Las dos razas
- La filantropía en México.
- Contemplando el pasado.

En 1909, fue nombrado miembro correspondiente de la Academia Mexicana de la Lengua.